# Travis Simms
Travis Simms est un boxeur américain né le 1er mai 1971 à Norwalk, Connecticut.

## Carrière
Passé professionnel en 1998, il remporte le titre de champion d'Amérique du Nord NABA des poids super-welters en 2002 puis devient le champion du monde WBA de la catégorie le 6 janvier 2007 en battant José Antonio Rivera. Simms perd cette ceinture dès le combat suivant le 7 juillet 2007 face à Joachim Alcine puis met un terme à sa carrière en 2009 sur un bilan de 27 victoires et 1 défaite.